# União das Freguesias de Touvedo (São Lourenço e Salvador)
Die União das Freguesias de Touvedo (São Lourenço e Salvador) ist eine portugiesische Gemeinde (Freguesia) im Kreis (Concelho) Ponte da Barca im Nordwesten Portugals.

## Geschichte
Die Gemeinde entstand im Zuge der Gebietsreform vom 29. September 2013 durch die Zusammenlegung der ehemaligen Gemeinden São Lourenço de Touvedo und Salvador de Touvedo. São Lourenço de Touvedo wurde Sitz der neuen Verwaltung.

## Demographie
| Freguesia | Freguesia                         | Freguesia | Freguesia       | ehemalige Freguesias | ehemalige Freguesias    | ehemalige Freguesias | ehemalige Freguesias |
| --------- | --------------------------------- | --------- | --------------- | -------------------- | ----------------------- | -------------------- | -------------------- |
| Wappen    | Freguesia                         | Einwohner | Fläche in (km²) | Wappen               | Freguesia               | Einwohner            | Fläche in (km²)      |
|           | Touvedo (São Lourenço e Salvador) | 327       | 6,09            |                      | São Lourenço de Touvedo | 210                  | 3,08                 |
|           | Touvedo (São Lourenço e Salvador) | 327       | 6,09            | Salvador de Touvedo  | 164                     | 3,01                 |                      |